# فرانك مورغان
فرانك مورغان (بالإنجليزية: Frank Morgan)‏ (و. 1890 – 1949 م) هو ممثل تعبيري، وممثل مسرحي، وممثل أفلام، من الولايات المتحدة، ولد في نيويورك، كان عضوًا في الحزب الجمهوري، توفي في بيفرلي هيلز كاليفورنيا، عن عمر يناهز 59 عاماً، بسبب نوبة قلبية.

## التعليم
تعلم في الأكاديمية الأميركية للفنون المسرحية، وجامعة كورنيل.

## وصلات خارجية
- فرانك مورغان على موقع IMDb (الإنجليزية)
- فرانك مورغان على موقع الموسوعة البريطانية (الإنجليزية)
- فرانك مورغان على موقع ألو سيني (الفرنسية)
- فرانك مورغان على موقع ميوزك برينز (الإنجليزية)
- فرانك مورغان على موقع تيرنر كلاسيك موفيز (الإنجليزية)
- فرانك مورغان على موقع أول موفي (الإنجليزية)
- فرانك مورغان على موقع قاعدة بيانات برودواي على الإنترنت (الإنجليزية)
- فرانك مورغان على موقع قاعدة بيانات الأفلام السويدية (السويدية)
- فرانك مورغان على موقع إن إن دي بي (الإنجليزية)
- فرانك مورغان على موقع قاعدة بيانات الفيلم (الإنجليزية)